# 味の招待席
『味の招待席』（あじのしょうたいせき）は朝日放送テレビ（ABC）のテレビ番組。1980年11月から1992年3月まで、月曜日 - 金曜日の夜に放送していた。サントリーの一社提供。

## 概要
司会は落語家で人間国宝の桂米朝。米朝が病気で休んだ回は桂小文枝（後の五代目桂文枝）が代演した。
当番組は関西の名店を紹介。調理中、調理後の出来た料理の映像を流しながら、料理の作り方・料理の起源などを米朝が伝えた。米朝はタキシードを着て、毎回出演していた。
番組冒頭のタイトルバックに流れる音楽はバッハのチェンバロ協奏曲第4番 イ長調 BWV1055（オーボエ・ダモーレ協奏曲からの編曲）第三楽章。

## 放送時間
開始当初は月曜日 - 木曜日は21:54 - 22:00、金曜日は22:54 - 23:00。『月曜ワイド劇場』の放送開始後は1982年10月 - 1985年9月は月曜日も金曜日と同じ放送時間となった。その後は『ニュースステーション』が放送開始したことで当初と同じ放送時間に戻ったが、1988年4月改編で『ニュースステーション』の放送時間が月曜日 - 金曜日 22:00 - 23:17となったに伴い、月曜日 - 金曜日 21:54 - 22:00に放送枠を変更した。
放送枠は6分だが、実際は提供スポンサーのCMとステーションブレイクを除いて、3分の番組であった。

## 関連書籍
- 桂米朝 味の招待席（ナンバー出版／1988年6月発売）